# Vrede van Danebroek
In de Vrede van Danebroek onderwierpen de opstandige Brabantse kwartieren Brussel en Leuven zich op 14 augustus 1489 aan hun landsheer Maximiliaan van Oostenrijk. De steden werden vooral financieel zwaar gestraft en verloren sterk aan invloed ten gunste van de hoge adel, die Maximiliaan trouw was gebleven.

## Voorgeschiedenis
Vlaanderen was in 1487 een tweede opstand tegen Maximiliaan begonnen. Na zijn gevangenname in Brugge sloten Vlaanderen, Brabant, Henegouwen en Zeeland zich aaneen in de Vrede van Brugge, een verbond waarin ze Maximiliaan het regentschap over zijn zoon Filips de Schone ontzegden. In ruil voor zijn vrijlating beëdigde Maximiliaan dit verdrag op 16 mei 1488. Zoals verwacht respecteerde hij de voorwaarden niet. Na vruchteloze onderhandelingen openden de Zuid-Brabantse steden Brussel, Nijvel en Leuven in september 1488 de poorten voor Filips van Kleef, de leider van het Vlaamse kamp. In een bloedige oorlog wist Albrecht van Saksen de rebellerende Brabanders in augustus 1489 te bedwingen.
De onderhandelingen over de capitulatievoorwaarden vonden plaats in het klooster van Danebroek bij Tienen. De kwartieren van Brussel en Leuven kregen elk een aparte oorkonde. De tekst was gelijklopend maar Brussel kreeg extra voorwaarden opgelegd vanwege haar grotere aandeel in de opstand.

## Inhoud
Als eerste straf werd een eerlijke betering opgelegd: de burgemeesters van de opstandige steden moest blootshoofds knielend gehoorzaamheid zweren.  Vervolgens werd een reusachtige geldboete opgelegd van 200.000 gulden, nog verzwaard doordat Maximiliaan kort erna een revaluatie doorvoerde. De kwartieren hadden twee jaar om de som bijeen te brengen. De Brabanders moesten voorts het regentschap van Maximiliaan erkennen en hun allianties verbreken. In beslag genomen goederen van Maximiliaangetrouwen moesten worden gerestitueerd en ontslagen functionarissen in hun ambt hersteld. Speciaal voor de Brusselaars werd voorzien in een gedeeltelijke demilitarisering en een schadevergoeding aan Hendrik III van Wittem, wiens stadswoning en Kasteel van Beersel ze hadden vernield. Ook moesten ze drie keer per week een mis opdragen voor de opgehangen kapitein Willem Ramilly.
De opstandelingen ontsnapten aan executies, gevangenisstraffen en confiscaties. Deze inschikkelijkheid hadden ze waarschijnlijk te danken aan het feit dat de strijd in Vlaanderen nog doorging. Wat betreft de Brabantse privileges werd bepaald dat ze diegene mochten behouden die ze deugdelijk hadden gebruikt, een vage formule op grond waarvan Maximiliaan vermoedelijk vele rechten introk die sinds het aantreden van Maria van Bourgondië waren verleend.

## Archieven
De originele oorkonden zijn niet overgeleverd, maar een kopie van de Brusselse vrede is bewaard in het archief van de Rekenkamer van Rijsel en het Leuvens Stadsarchief bezit een afschrift van de Leuvense versie.